# Alfred Hugh Harman
Alfred Hugh Harman (1841 - 23 mai 1913) est un pionnier britannique de la photographie.
Il est le créateur de Ilford Limited.

## Biographie
Alfred Hugh Harman fonde un studio de photographie à Peckham en 1862 qui utilise le procédé d'impression négatif/positif de William Fox Talbot, le calotype. En 1864, il s'équipe de caméras solaires[Quoi ?] et de lumière artificielle. 
En 1879 Harman abandonne son studio de photographie et déménage à Ilford, où il commence la fabrication de plaques de gélatine sèches dans la cave de sa nouvelle maison située sur Cranbrook Road, au croisement de Park Avenue. Comme son entreprise grandit, il développe sa fabrique au premier étage et engage deux hommes et trois garçons. Ses premiers procédés sont rudimentaires - il applique ses émulsions à l'aide d'une théière - mais l'énorme croissance du marché de la photographie lui assure les revenus dont il a besoin pour construire en 1883 des locaux conçus spécialement. Cette Britannia Works (« Fabrique britannique ») ouvre son capital en 1891, et est d'abord renommée The Britannia Works (1898), puis The Britannia Works Limited (1899), pour prendre enfin le nom de Ilford Limited en 1900, malgré les objections du conseil du district urbain, pour qui être le plus grand employeur de la région ne donne pas le droit à l'entreprise d'utiliser le nom de la ville.
Harman se retire de l'entreprise en 1897 à cause de ses problèmes de santé, mais il y retourne régulièrement après le changement de nom, étant donné qu'il avait conservé une part importante du capital. C'est grâce à cette part qu'il est contacté par George Eastman qui voulait intégrer Ilford à Kodak. Mais les administrateurs de Ilford réussirent à convaincre Harman de rejeter la proposition, qui considéraient que fusionner ces deux entreprises revenait à une prise de contrôle par l’enchérisseur américain.
Harman se marie avec une veuve originaire de Dublin du nom de Nina Knobbles, qui a déjà un fils de son premier mariage.
En 1894, Harman déménage à Grayswood, dans le comté de Surrey et en 1900, il finance une église à Grayswood sur un terrain offert par Lord Derby, à condition qu'une paroisse soit créée. La nouvelle paroisse de Grayswood est formée à partir de parties des anciennes paroisses de Witley, Chiddingfold, Haslemere et Thursley en 1901.